# Mueang Phetchabun (huyện)
Mueang Phetchabun (tiếng Thái: เมืองเพชรบูรณ์) là huyện thủ phủ (Amphoe Mueang) của tỉnh Phetchabun, phía bắc Thái Lan.

## Địa lý
Các huyện giáp ranh (từ phía bắc theo chiều kim đồng hồ) Nong Phai, Chon Daen, Wang Pong của tỉnh Phetchabun, Noen Maprang của tỉnh Phitsanulok, Khao Kho, Lom Sak của tỉnh Phetchabun, Khon San và Nong Bua Daeng của tỉnh Chaiyaphum.
Vườn quốc gia Tat Mok(อุทยานแห่งชาติตาดหมอก) nằm ở huyện này.
Nguồn nước chính là sông Pa Sak.

## Hành chính
Huyện này được chia thành 17 phó huyện (tambon). Thị xã (thesaban mueang) Phetchabun nằm hoàn toàn trên tambon Nai Mueang. Có hai thị trấn (thesaban tambon) - Tha Phon và Wang Chomphu, cả hai nằm trên một phần của tambon cùng tên. Có 16 Tổ chức hành chính tambon.
| 1.  | Nai Mueang   | ในเมือง   |  |
| 2.  | Tabo         | ตะเบาะ   |  |
| 3.  | Ban Tok      | บ้านโตก   |  |
| 4.  | Sadiang      | สะเดียง   |  |
| 5.  | Pa Lao       | ป่าเลา    |  |
| 6.  | Na Ngua      | นางั่ว     |  |
| 7.  | Tha Phon     | ท่าพล     |  |
| 8.  | Dong Mun Lek | ดงมูลเหล็ก |  |
| 9.  | Ban Khok     | บ้านโคก   |  |
| 10. | Chon Phrai   | ชอนไพร   |  |
| 11. | Na Pa        | นาป่า     |  |
| 12. | Na Yom       | นายม     |  |
| 13. | Wang Chomphu | วังชมภู    |  |
| 14. | Nam Ron      | น้ำร้อน    |  |
| 15. | Huai Sakae   | ห้วยสะแก  |  |
| 16. | Huai Yai     | ห้วยใหญ่   |  |
| 17. | Rawing       | ระวิง     |  |